# Love Don't Cost a Thing
«Love Don't Cost A Thing» es una canción de la cantante y actriz estadounidense Jennifer Lopez, incluida en su segundo álbum de estudio, J.Lo, publicado en el 2001. Lanzado como primer sencillo del disco en diciembre de 2000, fue un éxito comercial, llegando al primer lugar de ocho listas de popularidad diferentes y alcanzando el tercer lugar del ranking Billboard Hot 100 de Estados Unidos. El sencillo ha vendido 5 millones de copias en todo el mundo. Además fue la primera canción «número uno» de Lopez en el Reino Unido.
En el momento del lanzamiento de la canción, López estaba en transición hacia un sex symbol y en una relación con el rapero estadounidense Sean Combs. Líricamente, «Love Don't Cost A Thing» se describe como una ""exploración del amor" en la que López está descontenta con su amante materialista; lo que provocó muchos análisis de los medios sobre si se trataba o no de una insinuación hacia Combs. Al final, el noviazgo de la pareja terminó poco después de su liberación. Descrito como "espumoso" y "pegadizo" por los críticos, se destacó por su mensaje sobre el amor y el atractivo comercial para las mujeres.

## Escritura y producción
En julio de 2000, a Lawson se le ocurrió la idea de una canción que pensó que sería ideal para López. Recordó: "Escribí y grabé una canción que finalmente resultó ser 'Love Don't Cost a Thing'. Llamé a Damon, puse la canción y le canté la melodía por teléfono. Terminamos colaborando en la canción, ambos escribimos partes de la melodía y la letra. A mí se me ocurrió el título y a él se le ocurrió la frase clave, 'Incluso si estuvieras arruinado', en el estribillo. Otros tres escritores, Georgette Franklin, Jeremy Munroe y Amil Harris, También contribuyó con partes de la canción". En agosto, después de que se grabara una demostración de "Love Don't Cost a Thing", Sharpe envió un CD de la canción a Wake a su estudio en Nueva York. Wake, a quien le encantó la canción.

## Video musical
El video que acompañó a «Love don't cost a thing» fue dirigido por Paul Hunter. Parte de la secuencia fue rodada en Crandon Park Beach, Key Biscayne, Florida.
El video comienza con Lopez hablando con su novio por teléfono. Él le dice que no podrá asistir a la cita dándole excusas. También le pregunta si recibió el brazalete que le compró. Ella le contesta que sí y que es bello, pero que preferiría tenerlo a él y cuelga el teléfono. Después se ve a López abandonando su residencia intercalando breves tomas aéreas de Miami antes de que ella se suba a su automóvil convertible e ingrese a la autopista.
La música comienza. Ella conduce hasta una calle cercana a la playa, donde se baja del vehículo y comienza a caminar hacia la arena mientras se desviste. Primero arroja sus lentes de sol, luego su abrigo y después su collar. Posteriormente saca una tarjeta postal de su bolsillo que reza: «Wish you were here» ('Ojalá estuvieras aquí'). En la imagen de la postal se ve a Lopez junto a un grupo de bailarines en la playa. La cámara se acerca a la tarjeta y Lopez interpreta una coreografía al ritmo del RJ Schoolyard Remix. Acto seguido, la cámara se aleja hasta su posición previa y el audio vuelve a la canción original. Lopez, después de romper la postal, la lanza al aire.
Posteriormente, Lopez corre hacia la playa desvistiéndose hasta quedar en ropa interior. Al final del video, Lopez se quita el sujetador y oculta sus pechos con sus manos. Durante toda la pieza se intercalan imágenes de Lopez interpretando la canción en ropa interior dorada en la arena, en el mar y bajo las palmeras.
El video recibió dos nominaciones a los premios MTV Video Music Awards 2001 en las categorías Mejor video femenino y Mejor video dance. La canción, además, fue incluida en la película The Wedding Planner, protagonizada por Lopez en el 2001.

## Créditos y personal
Créditos tomados de las notas de J.Lo .
- Damon Sharpe, Georgette Franklin, Jeremy Monroe, Amille D. Harris - compositores
- Ric Wake – productor, arreglo
- Richie Jones – adicional
- Cory Rooney – producción adicional
- Dan Heztel – ingeniero de mezcla, productor vocal
- Jim Annunziato - asistente de mezcla
- Miklos Malek – teclado